# ジュネーヴ諸条約 (1949年)
ジュネーヴ諸条約（ジュネーヴしょじょうやく、仏: Conventions de Genève, 英: Geneva Conventions. ジュネーヴ四条約、戦争犠牲者保護条約とも）は、1949年にスイスのジュネーヴで締結された4つの条約を指す。

## 概要

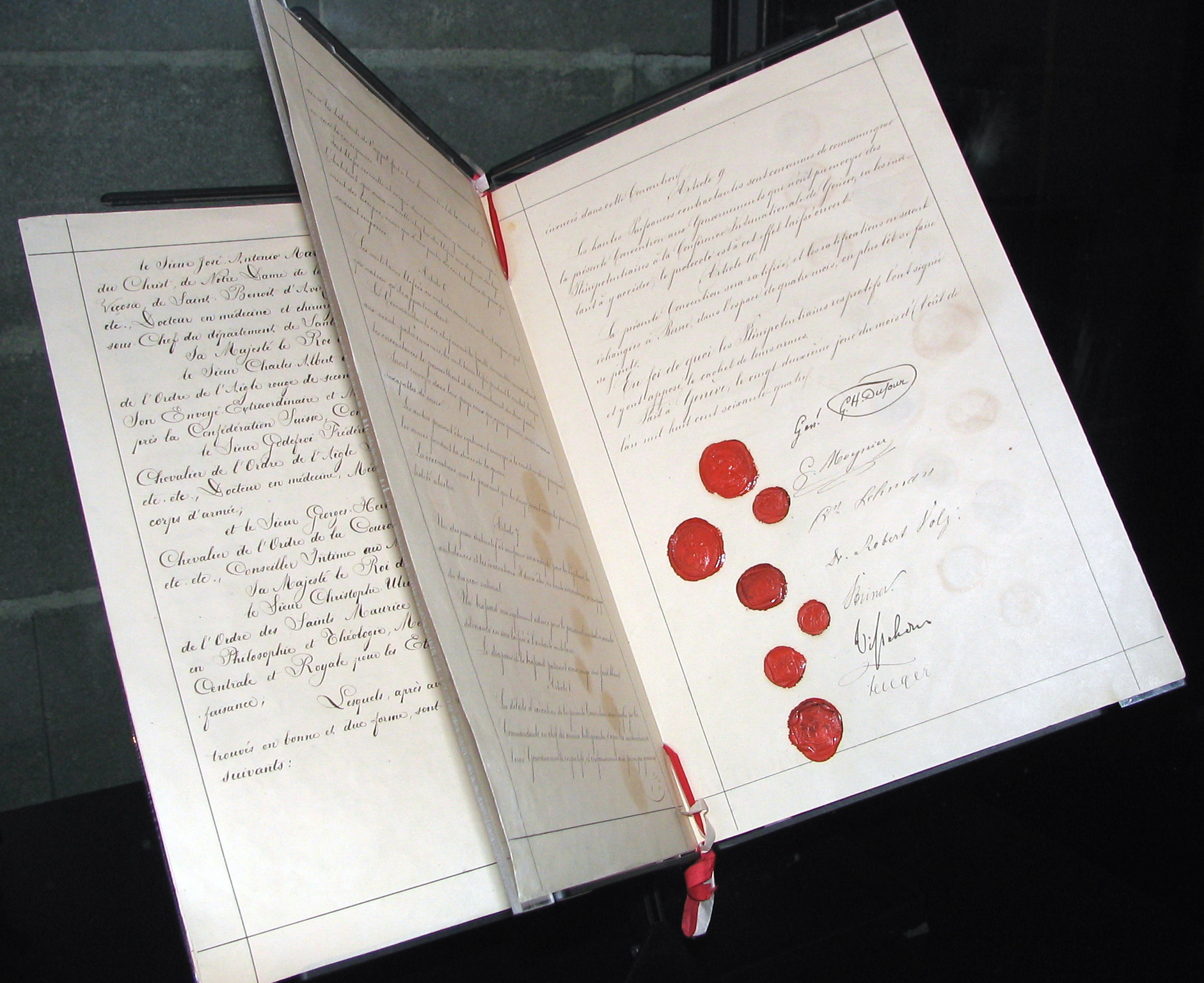
1864年のジュネーヴ条約

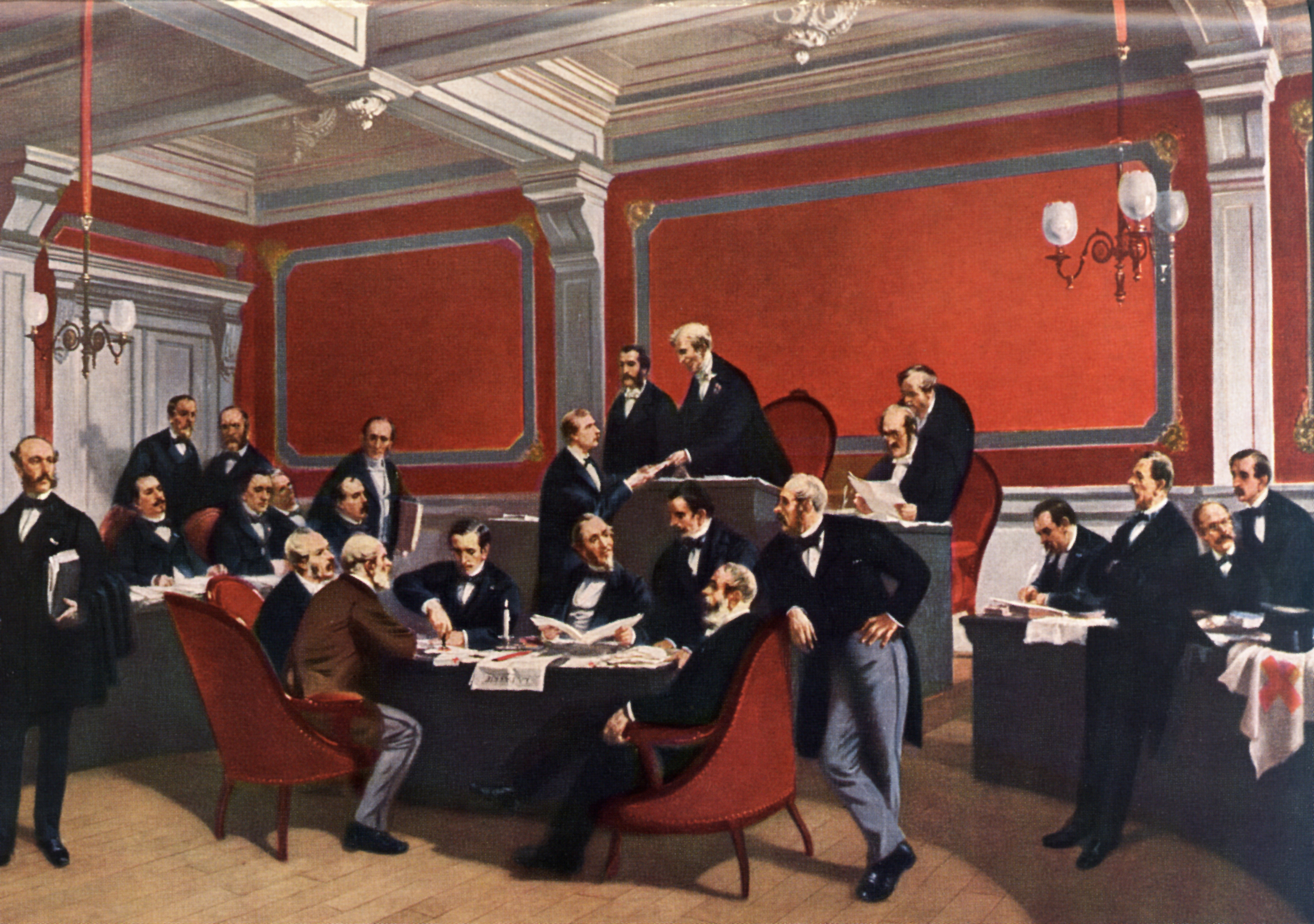
1864年の第1回ジュネーヴ条約調印式（画：シャルル・エドゥアール・アルマン＝デュマレスク）

19世紀後半以来の戦争犠牲者の保護強化のための、いわゆる赤十字諸条約を統一し、文民の保護に関する条約を加えたもので、第二次世界大戦後の慣行を取り入れ、人道面に関する戦争法一般の立法化を行った。
1864年8月22日、スイスのジュネーヴ市庁舎で12カ国によってジュネーヴ条約「戦地軍隊における傷病者の状態の改善に関する条約」（赤十字条約、1864年、1906年・1929年改正）採択された。さらに、1899年に「ジュネーヴ条約の原則を海戦に応用する条約」（1907年改正）、1929年には「俘虜の待遇に関する条約」が採択された。これらの条約を統合・整理する形で制定されたものである。（後者両条約は1977年に2つの追加議定書によって補填された。さらに、2005年には第3追加議定書が採択された。）
ジュネーヴ条約の寄託国はスイスであり、締約国になれるのは国家に限られる。現在、1949年のジュネーヴ条約には196カ国が、1977年の最初の2つの追加議定書にはそれぞれ174カ国と168カ国が締結しており、2005年の第3追加議定書には72カ国が批准している。ジュネーブ諸条約に明示されている唯一の監視機関は赤十字国際委員会（ICRC）である。

なお、四条約の内、各第一条から第三条は共通の規定となっている。
また、第1条約は第44条、第2条約は第48条、第3条約は127条、第4条約は144条で自国民へ条約文の公知を規定している。

## 第1条約
- 戦地にある軍隊の傷者及び病者の状態の改善に関する1949年8月12日のジュネーヴ条約（第一条約）（傷病者保護条約）(Geneva Convention for the Amelioration of the Condition of the Wounded and Sick in Armed Forces in the Field of August 12, 1949)

日本語条文 (防衛省HP)
英語条文（赤十字国際委員会人道法データベース）
署名： 1949年8月12日（ジュネーヴ）
効力発生： 1950年10月21日
日本国： 1953年4月21日内閣決定、加入通告、7月29日国会承認、10月21日効力発生、公布（条約第23号）
前身は、1864年8月22日作成に作成された「赤十字条約」（ジュネーヴ条約）。1906年、1929年の改正を経て1949年の第1条約となった。

## 第2条約
- 海上にある軍隊の傷者、病者及び難船者の状態の改善に関する1949年8月12日のジュネーヴ条約（第二条約）（難船者保護条約）(Geneva Convention for the Amelioration of the Condition of the Wounded, Sick and Shipwrecked Members of Armed Forces at Sea of August 12, 1949)

日本語条文 (防衛省HP)
英語条文（赤十字国際委員会人道法データベース）
署名： 1949年8月12日（ジュネーヴ）
効力発生： 1950年10月21日
日本国： 1953年4月21日内閣決定、加入通告、7月29日国会承認、10月21日効力発生、公布（条約第24号）
前身は、1899年7月29日に作成された「「ジェネヴァ」条約ノ原則ヲ海戦ニ応用スル条約」。1907年の改正を経て1949年の第2条約となった。第22条は病院船の保護に関して明記している。

## 第3条約
- 捕虜の待遇に関する1949年8月12日のジュネーヴ条約（第三条約）（捕虜条約） (Geneva Convention relative to the Treatment of Prisoners of War of August 12, 1949)

日本語条文 (防衛省HP)
英語条文（赤十字国際委員会人道法データベース）
署名： 1949年8月12日（ジュネーヴ）
効力発生： 1950年10月21日
日本国： 1953年4月21日内閣決定、加入通告、7月29日国会承認、10月21日効力発生、公布（条約第25号）
前身は、1929年7月27日に作成された「俘虜の待遇に関する条約」。

## 第4条約
- 戦時における文民の保護に関する1949年8月12日のジュネーヴ条約（第四条約）（文民条約）(Geneva Convention relative to the Protection of Civilian Persons in Time of War of August 12, 1949)

日本語条文 (防衛省HP)
英語条文（赤十字国際委員会人道法データベース）
署名： 1949年8月12日（ジュネーヴ）
効力発生： 1950年10月21日
日本国： 1953年4月21日内閣決定、加入通告、7月29日国会承認、10月21日効力発生、公布（条約第26号）
文民の保護と人道的扱いについての条約で、第33条では集団的懲罰の禁止が、第49条では特別な一時的保護の場合を除いて強制移住の禁止を明記している。
詳細は「戦時における文民の保護に関する1949年8月12日のジュネーヴ条約」を参照